# Reptile (음반)
《Reptile》은 에릭 클랩튼의 열네 번째 솔로 스튜디오 음반이다. 이 음반은 에릭 클랩튼이 사이먼 클리미와 함께 프로듀싱했으며, 빌리 프레스턴의 키보드 작업과 임프레션스의 배경 보컬이 포함된 클랩튼의 첫 번째 음반이다. 이 음반 20개국에 이들 중 3명의 국가 음반 차트 1위를 차지 톱 10에 도착했다. 이 음반은 총 250만 장 이상이 팔렸고, 전세계에서 여러 개의 인증 상을 받았다. 음반 판매 촉진을 돕기 위해 음악 네트워크 VH1은 TV에서 음반 전체를 스트리밍했다.
클랩튼은 2001년 그의 Reptile World Tour에서 이 음반을 발매했다.

## 비판적 수신
| 전문가 평가          | 전문가 평가 |
| 총 점수              | 총 점수     |
| 출처                 | 점수        |
| -------------------- | ----------- |
| 메타크리틱           | 66/100      |
| 평가 점수            |             |
| 출처                 | 점수        |
| AllMusic             | [ 3 ]       |
| Entertainment Weekly | C           |
| Rolling Stone        | [ 5 ]       |

《롤링 스톤》의 앤서니 드커티스는 클랩튼이 블루스와 팝 음악을 매우 잘 조합하고 "지난 35년 동안 그가 일했던 거의 모든 스타일을 혼합한다"고 생각했다. 《팝매터스》의 평론가 사이먼 워너는 이 음반이 "미친 짓이었을 수도 있지만 사실은 꽤 감동적이야 클랩튼은 작곡가로서 신중하고 여전히 음악적 실무자로서 매우 능숙한 자신의 진정한 블루스를 가지고 있으며, 여러 가지 면에서, 그가 더 오래되고 기존의 표준 카탈로그에 잠입할 때보다 더 진실한 음을 냈다. 《Reptile》은 고르지 못한 컬렉션일 수도 있지만, 가까이서 듣는 것이 가장 좋은 순간이다." 《빌보드》의 크리스타 L. 티투스는 이 음반을 클랩튼의 전형적인 "헤리티지 록 형식"의 완벽한 예라고 부른다. 윌리엄 루흘만은 올뮤직 리뷰에서 클랩튼의 록 기타 연주자, 록 신으로서의 역사를 그의 음악 경력의 초기 단계에서 요약한 다음, 《Reptile》의 헌신과 음반 삽화를 묘사한다.

## 곡 목록
| #   | 제목                               | 작사·작곡                              | 재생 시간 |
| --- | ---------------------------------- | -------------------------------------- | --------- |
| 1.  | 〈Reptile〉                        | 에릭 클랩튼                            | 3:26      |
| 2.  | 〈Got You on My Mind〉             | 조 토머스, 하워드 브릭스               | 4:30      |
| 3.  | 〈Travelin' Light〉                | J. J. 케일                             | 4:17      |
| 4.  | 〈Believe in Life〉                | 클랩튼                                 | 5:05      |
| 5.  | 〈Come Back Baby〉                 | 레이 찰스                              | 3:55      |
| 6.  | 〈Broken Down〉                    | 사이먼 클리미, 데니스 모건             | 5:25      |
| 7.  | 〈Find Myself〉                    | 클랩튼                                 | 5:15      |
| 8.  | 〈I Ain't Gonna Stand for It〉     | 스티비 원더                            | 4:49      |
| 9.  | 〈I Want a Little Girl〉           | 머레이 멘처, 빌리 몰                   | 2:58      |
| 10. | 〈Second Nature〉                  | 클랩튼, 클리미, 모건                   | 4:48      |
| 11. | 〈Don't Let Me Be Lonely Tonight〉 | 제임스 테일러                          | 4:47      |
| 12. | 〈Modern Girl〉                    | 클랩튼                                 | 4:49      |
| 13. | 〈Superman Inside〉                | 클랩튼, 도일 브램홀 2세, 수잔나 멜보인 | 5:07      |
| 14. | 〈Son & Sylvia〉                   | 클랩튼                                 | 4:43      |

## 인증
| 국가                                                  | 인증     | 판매량/출하량 |
| ----------------------------------------------------- | -------- | ------------- |
| 오스트레일리아 (ARIA)                                 | 플래티넘 | 70,000^       |
| 브라질 (Pro-Música Brasil)                            | 골드     | 50,000*       |
| 캐나다 (뮤직 캐나다)                                  | 골드     | 50,000^       |
| 독일 (BVMI)                                           | 골드     | 150,000^      |
| 일본 (RIAJ)                                           | 플래티넘 | 200,000^      |
| 스페인 (PROMUSICAE)                                   | 골드     | 50,000^       |
| 스위스 (IFPI 스위스)                                  | 골드     | 20,000^       |
| 영국 (BPI)                                            | 골드     | 100,000^      |
| 미국 (RIAA)                                           | 골드     | 700,000       |
| *판매량을 기반으로 한 인증 ^출하량을 기반으로 한 인증 |          |               |